# Oigney
Oigney település Franciaországban, Haute-Saône megyében. Lakosainak száma 41 fő (2022. január 1.). Oigney Bougey, Augicourt, Melin, Montigny-lès-Cherlieu és Semmadon községekkel határos.

## Népesség
A település népességének változása:
| Lakosok száma | 52   | 55   | 50   | 41   | 34   | 34   | 34   | 34   | 41   |
|               | 2013 | 2015 | 2016 | 2017 | 2018 | 2019 | 2020 | 2021 | 2022 |